# Hoher Riffler (Verwall)
Der Hohe Riffler ist mit einer Höhe von 3168 m ü. A. der höchste Gipfel der Verwallgruppe und liegt ganz im Osten des Gebiets, im österreichischen Bundesland Tirol.

## Lage und Landschaft

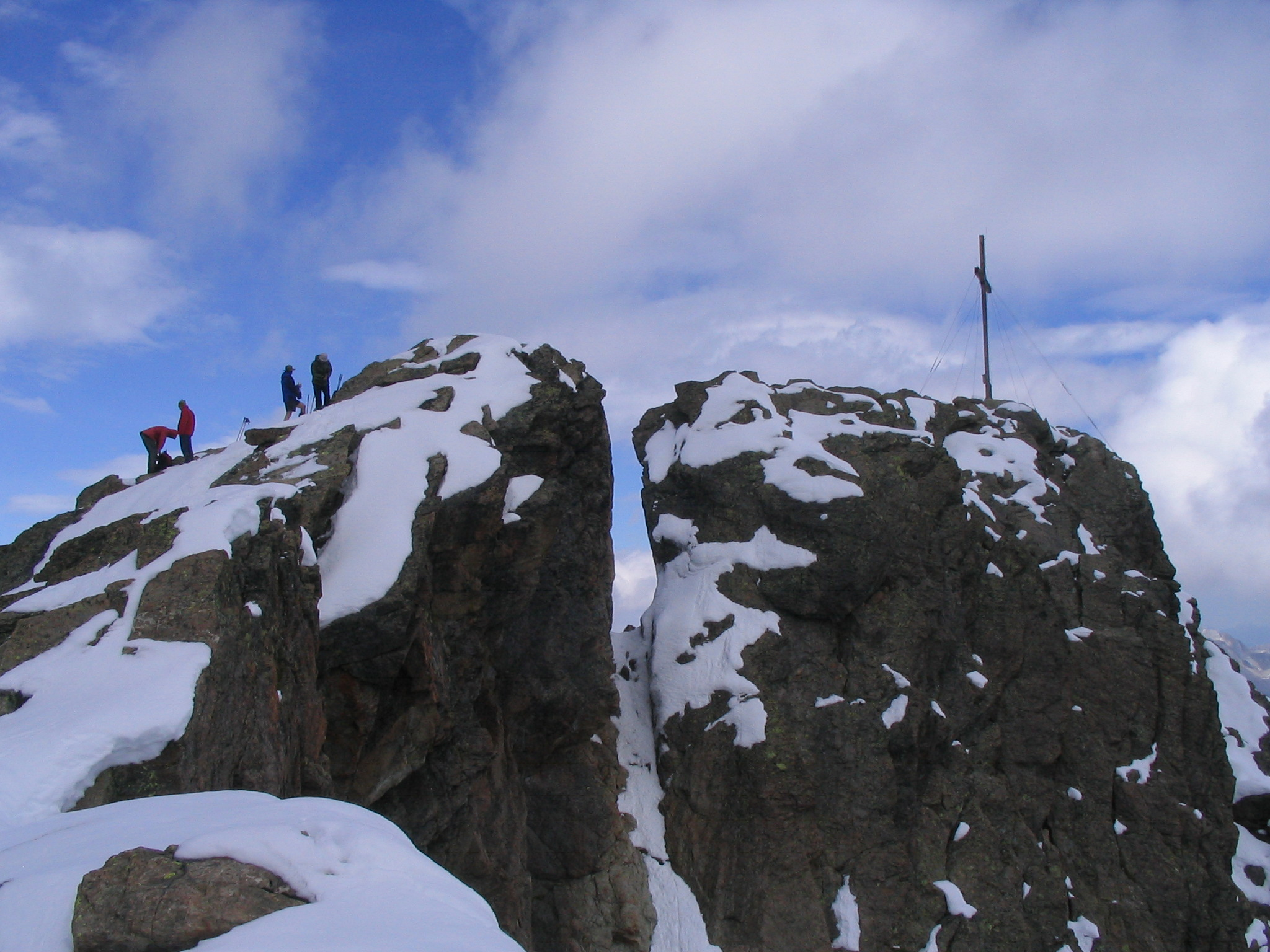
Übergang vom Süd- zum Nordgipfel des Hohen Riffler

Der weithin sichtbare Berg ragt über seine nähere Umgebung deutlich empor und bietet daher bei klarem Wetter ein umfassendes Panorama über die Verwallgruppe im Westen, die Allgäuer und Lechtaler Alpen im Norden, Zugspitze und Mieminger Berge im Nordosten, Karwendel im Osten, die Ötztaler Alpen (mit Durchblicken zu den Stubaier Alpen, z. B. Schrankogel und Zuckerhütl) im Osten, die Ortlergruppe im Südosten, die Samnaungruppe im Süden sowie die Silvretta im Südwesten. Er bietet Tiefblicke in die angrenzenden Täler, aus denen der Hohe Riffler als dominierende Berggestalt ins Auge springt. Weiterhin kann man die Ortler- und Berninaberge sehen. Bei sehr guter Sicht reicht der Blick bis zu den Berner und Glarner Alpen und maximal zum 232 km entfernten Weisshorn in den Walliser Alpen. Ein markierter Steig führt auf den Südgipfel, auf dem sich auch ein Gipfelbuch befindet. Für diesen Steig sind keine besonderen klettertechnischen Fähigkeiten erforderlich; der Hohe Riffler ist ein einfacher Dreitausender. Der Übergang zum zwei Meter höheren und nur 30 Meter entfernten Nordgipfel (mit Kreuz) ist nur durch Klettern möglich und erfahrenen Alpinisten vorbehalten. Der über dem Pettneuer Ferner aufragende Kleine Riffler (3014 m) ist mit einem 5-minütigem Abstecher vom Normalweg zu erreichen.
| \| \|                              |
| Lage des Hohen Rifflers im Verwall |
|                                    |

## Landschaftsschutzgebiet Mösli

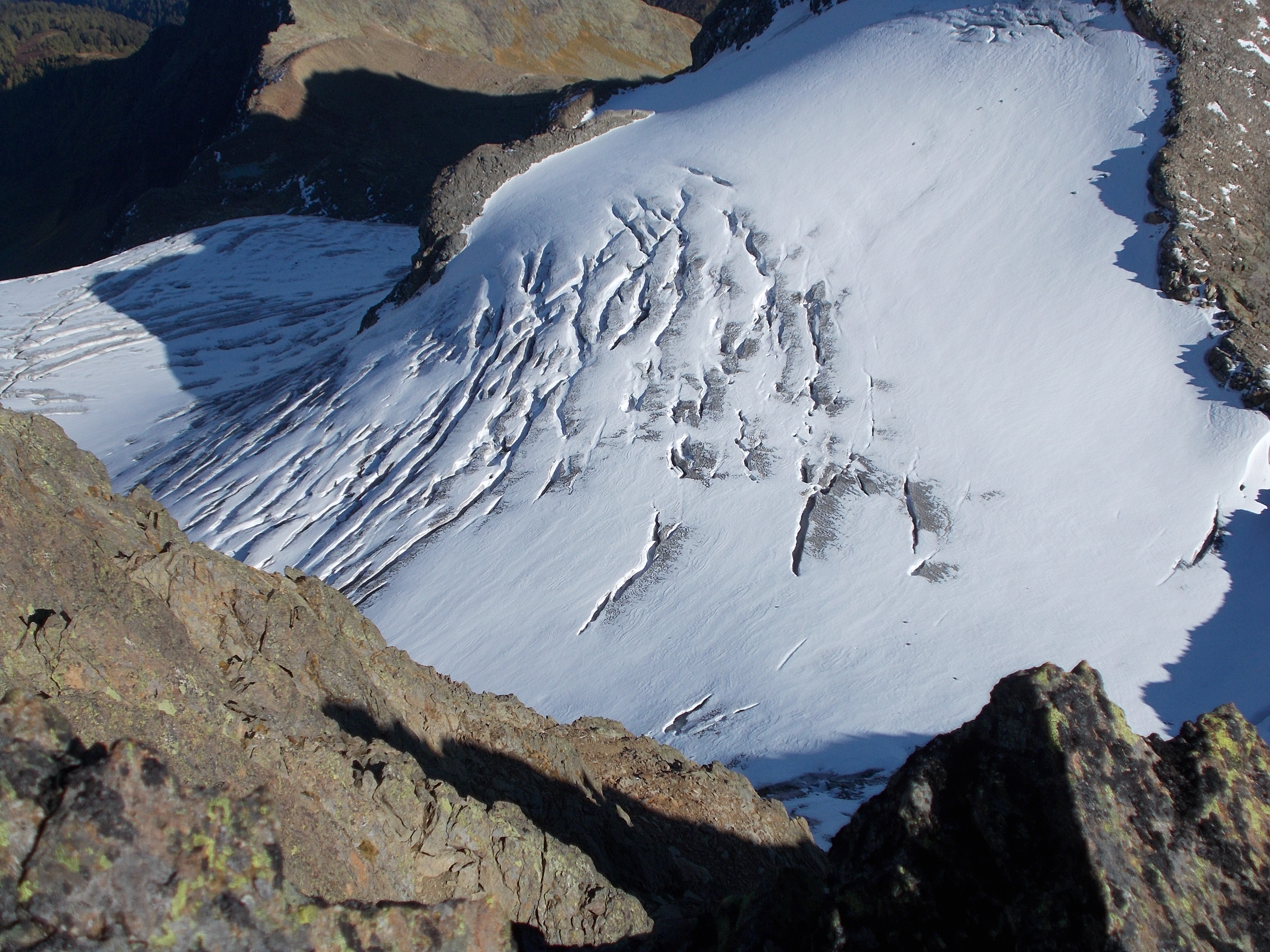
Der spaltenreiche Flirscher Ferner, vom Gipfel gesehen

Der Flirscher Ferner am Ostfuß des Gipfelaufbaus des Hohen Rifflers und der östlich liegende Scheibenkopf (2538 m ü. A.) oberhalb der Gampernunalpe (Gemeindegebiet Flirsch) bilden das Landschaftsschutzgebiet Mösli. Das Schutzgebiet erstreckt sich bis an die Gipfelgrate (Nordgrat zum Gauderkopf, Westgrat Richtung Gampernun).

## Erschließung

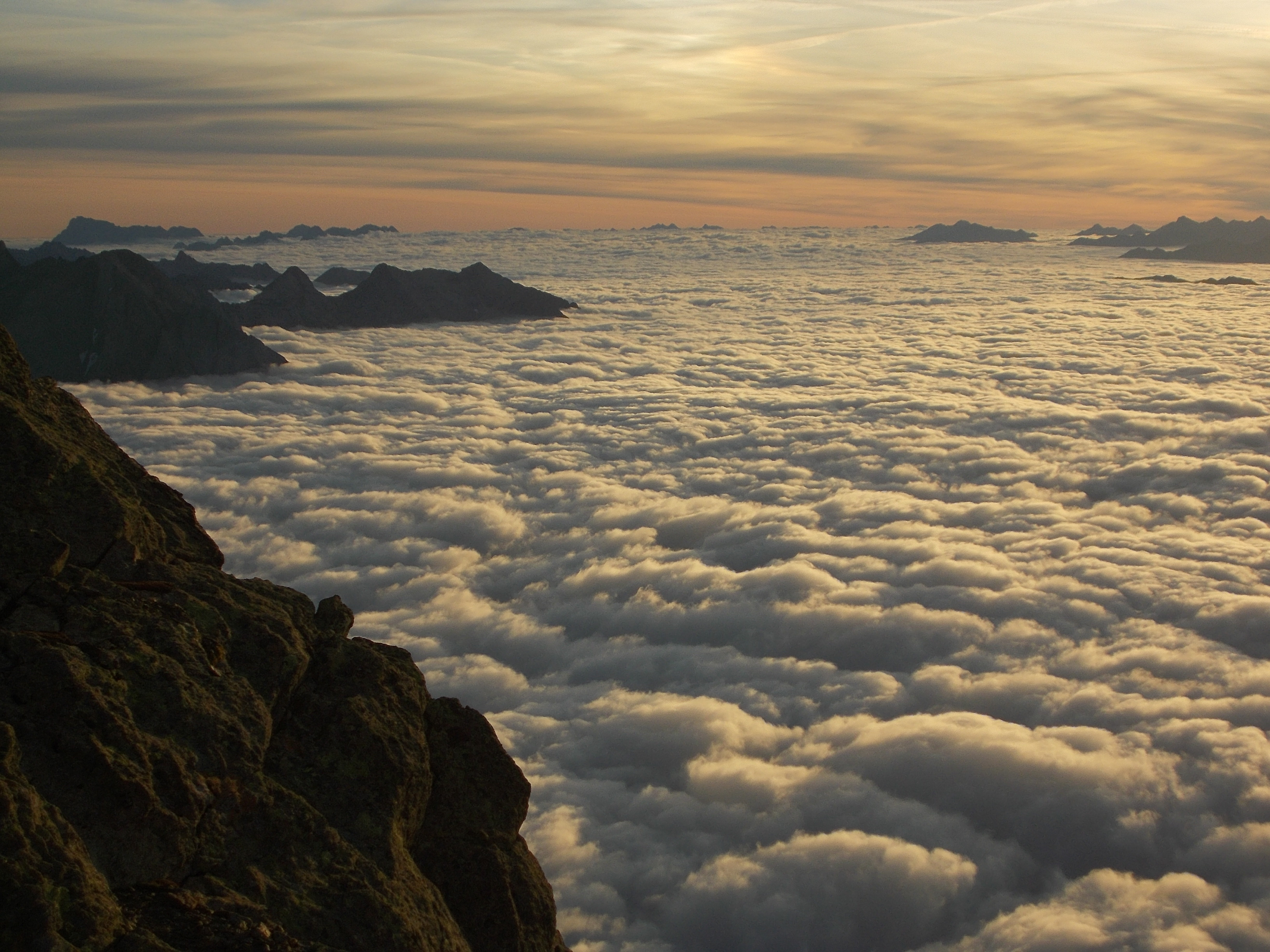
Blick vom Hohen Riffler nach Osten: Zugspitze links oben, Karwendel am Horizont in der Mitte, nördliche Ötztaler Alpen rechts

Wegen seiner verkehrsmäßig günstigen Lage und seiner dominanten Erscheinung zwischen dem Paznaun (Trisannatal) im Südosten und dem Stanzer Tal im Norden gilt der Riffler seit der Mitte des 19. Jahrhunderts als attraktives Ziel für Bergwanderer. 1864 bestiegen Josef Anton Specht und der Bergführer Franz Pöll den Berg von Pettneu aus. Ihre Route führte sie in südliche Richtung durch das Malfontal und dann nach Osten durch ein Seitental, in dem seit 1885 die Edmund-Graf-Hütte liegt. Sie überschritten das Blankahorn (3129 m) und erreichten dann über den damals noch ausgedehnteren Pettneuer Ferner den Westgipfel des Riffler. Am 4. September 1867 folgte Anton von Ruthner mit einem Paznauner Gamsjäger namens Lipp von Langesthei aus über die Südseite.
Heutiger Stützpunkt für die eisfreie Besteigung über den Normalweg ist die Edmund-Graf-Hütte (2375 m ü. A.) oberhalb von Pettneu am Arlberg im Stanzertal. Sie kann in drei Stunden von Pettneu aus erreicht werden. Von hier aus geht man bei günstigen Verhältnissen in gut zwei Stunden zum Südgipfel. Vom Südgipfel aus kann in 15 Minuten der nördliche Hauptgipfel erreicht werden. Nach der Literatur hat die Überschreitung zwischen den Gipfeln den UIAA-Schwierigkeitsgrad II.
Bei Skibergsteigern gilt der Berg, besonders im Spätwinter und Frühjahr, als beliebtes Ziel. Dabei wird in der Regel nur der niedrigere Südgipfel bestiegen.